# (3094) Chukokkala
(3094) Chukokkala (1979 FE2; 1936 HG; 1949 HR1; 1968 UM1; 1983 CE3) ist ein ungefähr 23 Kilometer großer Asteroid des mittleren Hauptgürtels, der am 23. März 1979 vom russischen (damals: Sowjetunion) Astronomen Nikolai Stepanowitsch Tschernych am Krim-Observatorium (Zweigstelle Nautschnyj) auf der Halbinsel Krim (IAU-Code 095) entdeckt wurde. Er gehört zur Maria-Familie, einer Gruppe von Asteroiden, die nach (170) Maria benannt ist.

## Benennung
(3094) Chukokkala wurde nach dem russisch-sowjetischen Dichter, Literaturkritiker, Übersetzer und Autor zahlreicher Kinderbücher Kornei Iwanowitsch Tschukowski (eigentlich Nikolai Wassiljewitsch Korneitschukow, 1882–1969) benannt. Der Name ist seinem Werk Chukokkala entnommen.